# جبار مهدیون
جبار مهدیون (زاده ۱۳۳۱ در زنجان - درگذشت ۱۳۹۴ خورشیدی در انزلی) کشتی‌گیر آزادکار ایرانی و قهرمان آسیا و «نخستین پناهنده ورزشی ایران» در جریان مسابقات رسمی  از انقلاب ایران است.

## دوره قهرمانی
سال ۱۹۷۹ در نخستین دوره کشتی آزاد قهرمانی آسیا که در هندوستان برگزار شد، به مقام قهرمانی رسید. سال ۱۳۶۰ در جام ۲۲ بهمن بالاتر از علی جواهری و ابوالقاسم اشجع روی سکوی نخست ایستاد. پیشتر با منصور برزگر رقابت داشت و سال‌ها نیز حریف محمدحسین محبی بود.
سال ۱۹۸۱ در مسابقات قهرمانی آسیا که به میزبانی لاهور برگزار شد به مدال نقره دست یافت. سفر تیم ایران به آن رقابت‌ها پر ماجرا بود، در بازار دبی بین جبار و فردی که گویا عراقی بود، درگیری فیزیکی به وجود آمد و اعضای تیم ایران، سه ساعت در بازداشت پلیس بودند.

## پناهندگی به کانادا
سال ۱۹۸۲ در مسابقات جهانی ادمونتون، مهدیون روی تشک رفت و مسابقاتش را به پایان رساند اما به هتل بازنگشت. کشتی‌گیران تیم ملی، شب نگران و منتظر نماینده ۸۲ کیلوگرم بودند که ناگهان او را در حال مصاحبه با تلویزیون کانادا دیدند (پناهنده شده بود). مهدیون بعدها گفت کشتی گیران دیگری هم در آن تیم بودند که بحث ماندنشان مطرح بود.

## اقامت در کانادا
جبار ۲۸ سال در کانادا ماند. کشتی گرفت. مربی شد و مدتی هم مسئولیت این رشته ورزشی در کبک را به عهده گرفت. دانشگاه هم رفت و در رشته روانشناسی تحصیل کرد. از سازمان مجاهدین خلق که زمینه را برای ماندن او در کانادا مهیا کرد، به‌طور کامل جدا شده بود.
۱۱ سال بعد از مسابقات جهانی ادمونتون، کانادا باز هم میزبان مسابقات جهانی شد؛ این بار در تورنتو. مهدیون هم مسئولیتی در امر برگزاری رقابت‌ها داشت.

## بازگشت به ایران و مرگ
او پس از ۲۸ سال اقامت در کانادا به ایران بازگشت و در شهر بندرانزلی ساکن شد و درآنجا درگذشت.